# Kakarlammi
Kakarlammi är en sjö i Finland. Den ligger i Ruovesi kommun i landskapet Birkaland, i den södra delen av landet, 200 km norr om huvudstaden Helsingfors. Kakarlammi ligger 161 meter över havet. Arean är 3,4 hektar och strandlinjen är 1 kilometer lång. Sjön  ingår i Kumo älvs huvudavrinningsområde.   I omgivningarna runt Kakarlammi växer i huvudsak blandskog.